# Gießhübl
Gießhübl ist eine Gemeinde mit 2433 Einwohnern (Stand 1. Jänner 2025) im Bezirk Mödling in Niederösterreich.

## Geographie
Gießhübl liegt südwestlich der österreichischen Bundeshauptstadt Wien am Rande des Naturparks Föhrenberge auf 416 m Seehöhe und ist damit zugleich der höchstgelegene Weinort Niederösterreichs.
Die Gemeinde hat eine Fläche von 3,9 Quadratkilometer. Davon sind 16 Prozent landwirtschaftliche Nutzfläche, 21 Prozent Gärten und 48 Prozent Wald.

### Gemeindegliederung
Gießhübl besteht aus der Ortschaft Gießhübl, zu der auch das Dorf Hochleiten zählt.

### Nachbargemeinden
|             | Perchtoldsdorf                              | Brunn am Gebirge |
| Hinterbrühl | Kompassrose, die auf Nachbargemeinden zeigt | Maria Enzersdorf |
|             | Hinterbrühl                                 |                  |

Durch einen Gebietsabtausch zwischen Perchtoldsdorf und Kaltenleutgeben in der Größenordnung von 58 ha entstand im Jahr 2012 eine neue Nachbarschaft. So grenzt nun auch Perchtoldsdorf auf einer Länge von etwa 300 Metern an Weissenbach (Hinterbrühl) an, während Gießhübl die gemeinsame Grenze mit Kaltenleutgeben verlor.

## Geschichte
Gießhübl wurde voraussichtlich im 11. Jahrhundert besiedelt. Die erste urkundliche Erwähnung Gissubel stammt aus dem Jahr 1368. Die Kirche wurde 1783 gebaut. Die Erhebung zur Pfarre erfolgte 1868, im Jahr 1899 wurde der Neubau der Kirche begonnen.
Laut Adressbuch von Österreich waren im Jahr 1938 in der Ortsgemeinde Gießhübl drei Taxiunternehmer, ein Bäcker, ein Brennstoffhändler, zwei Fleischer, zwei Friseure, sieben Fuhrwerker, vier Gastwirte, vier Gemischtwarenhändler, eine Geflügelfarm, zwei Kaffeehäuser, ein Maurermeister, ein Schlosser, drei Schuster, zwei Trafikanten, ein Tischler, zwei Zimmermeister und zwei Zuckerbäcker ansässig. Weiters gab es im Ort zwei Steinbruchunternehmen. In der Zeit zwischen 1938 und 1954 gehörte Gießhübl, so wie 96 weitere bis dahin niederösterreichische Gemeinden, zum damals 26 Bezirke umfassenden Groß-Wien und war Bestandteil des 24. Bezirks, Mödling. Erst 1954 wurde Gießhübl wieder eine eigenständige Gemeinde im Land Niederösterreich, was im September 2004 mit einer großen 50-Jahr-Feier gefeiert wurde.

### Bevölkerungsentwicklung
| Gießhübl: Einwohnerzahlen von 1869 bis 2025         | Gießhübl: Einwohnerzahlen von 1869 bis 2025 | Gießhübl: Einwohnerzahlen von 1869 bis 2025 | Gießhübl: Einwohnerzahlen von 1869 bis 2025 | Gießhübl: Einwohnerzahlen von 1869 bis 2025 |
| --------------------------------------------------- | ------------------------------------------- | ------------------------------------------- | ------------------------------------------- | ------------------------------------------- |
| Jahr                                                |                                             |                                             |                                             | Einwohner                                   |
| 1869                                                | 1869                                        |                                             | 422                                         | 422                                         |
| 1880                                                | 1880                                        |                                             | 525                                         | 525                                         |
| 1890                                                | 1890                                        |                                             | 540                                         | 540                                         |
| 1900                                                | 1900                                        |                                             | 702                                         | 702                                         |
| 1910                                                | 1910                                        |                                             | 821                                         | 821                                         |
| 1923                                                | 1923                                        |                                             | 758                                         | 758                                         |
| 1934                                                | 1934                                        |                                             | 754                                         | 754                                         |
| 1939                                                | 1939                                        |                                             | 955                                         | 955                                         |
| 1951                                                | 1951                                        |                                             | 964                                         | 964                                         |
| 1961                                                | 1961                                        |                                             | 985                                         | 985                                         |
| 1971                                                | 1971                                        |                                             | 975                                         | 975                                         |
| 1981                                                | 1981                                        |                                             | 1.459                                       | 1.459                                       |
| 1991                                                | 1991                                        |                                             | 1.609                                       | 1.609                                       |
| 2001                                                | 2001                                        |                                             | 1.597                                       | 1.597                                       |
| 2011                                                | 2011                                        |                                             | 2.154                                       | 2.154                                       |
| 2021                                                | 2021                                        |                                             | 2.399                                       | 2.399                                       |
| 2025                                                | 2025                                        |                                             | 2.433                                       | 2.433                                       |
| Quelle(n): Statistik Austria, Gebietsstand 1.1.2021 |                                             |                                             |                                             |                                             |

## Kultur und Sehenswürdigkeiten

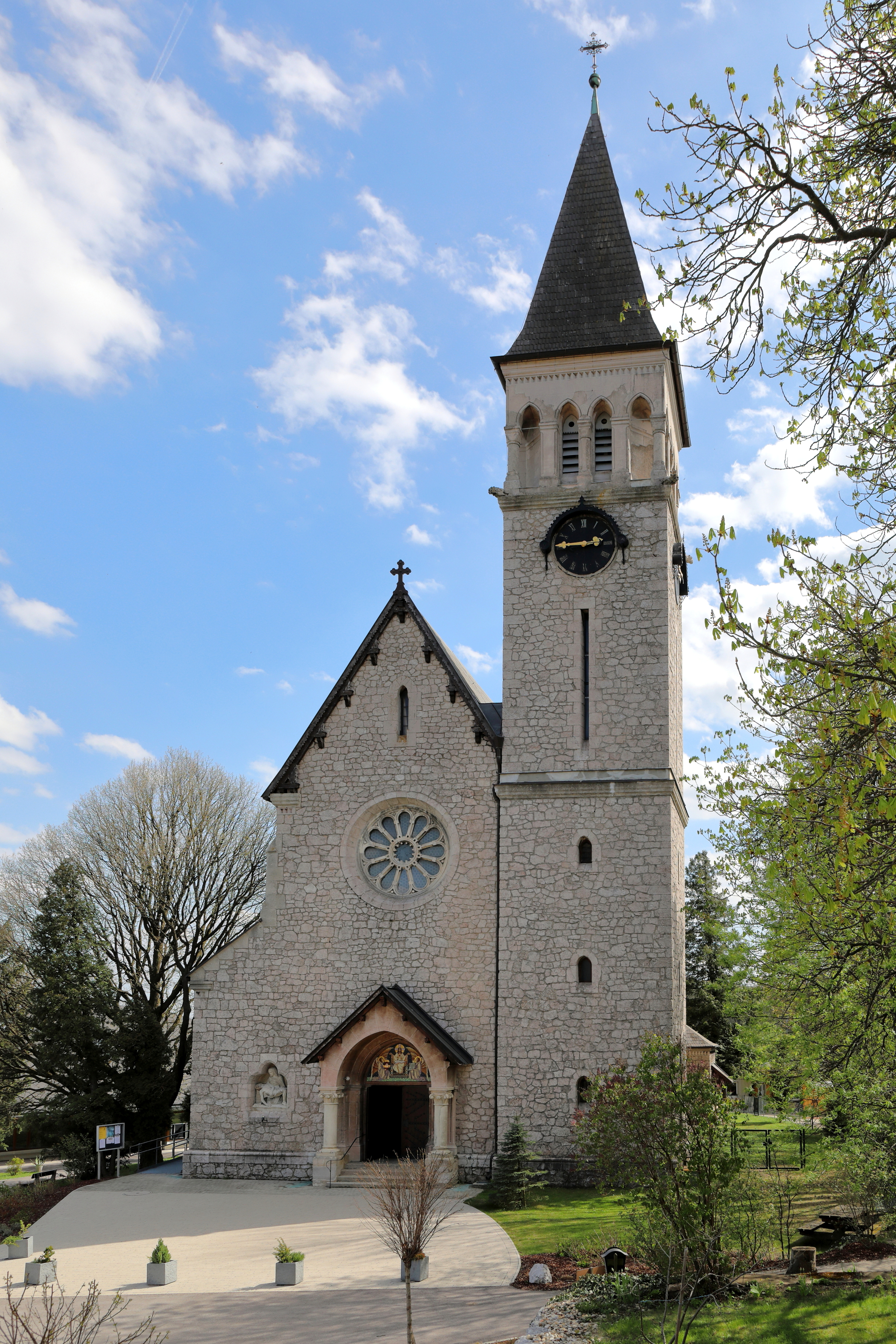
Pfarrkirche Gießhübl

- Röm.-kath. Pfarrkirche hl. Dreifaltigkeit; eine Basilika mit Heimatstilelementen, die um 1900 errichtet wurde.

### Vereine
- Karl-Theater Gießhübl
- FC Gießhübl
- Verein der Musikschule in Gießhübl
- Musikkapelle Gießhübl

## Wirtschaft und Infrastruktur
War Gießhübl früher ein rein landwirtschaftlicher Ort, ist er heute hauptsächlich eine Wohngemeinde. Dies wurde auch durch die Lage in unmittelbarer Nähe zu Wien und mit direktem Anschluss an die A 21 (Wiener Außenringautobahn) begünstigt.
Im Jahr 2011 lebten 1017 Erwerbstätige in Gießhübl. Davon arbeiteten 179 in der Gemeinde, mehr als achtzig Prozent pendelten aus.

### Öffentliche Einrichtungen
In Gießhübl befinden sich zwei Kindergärten.

## Politik

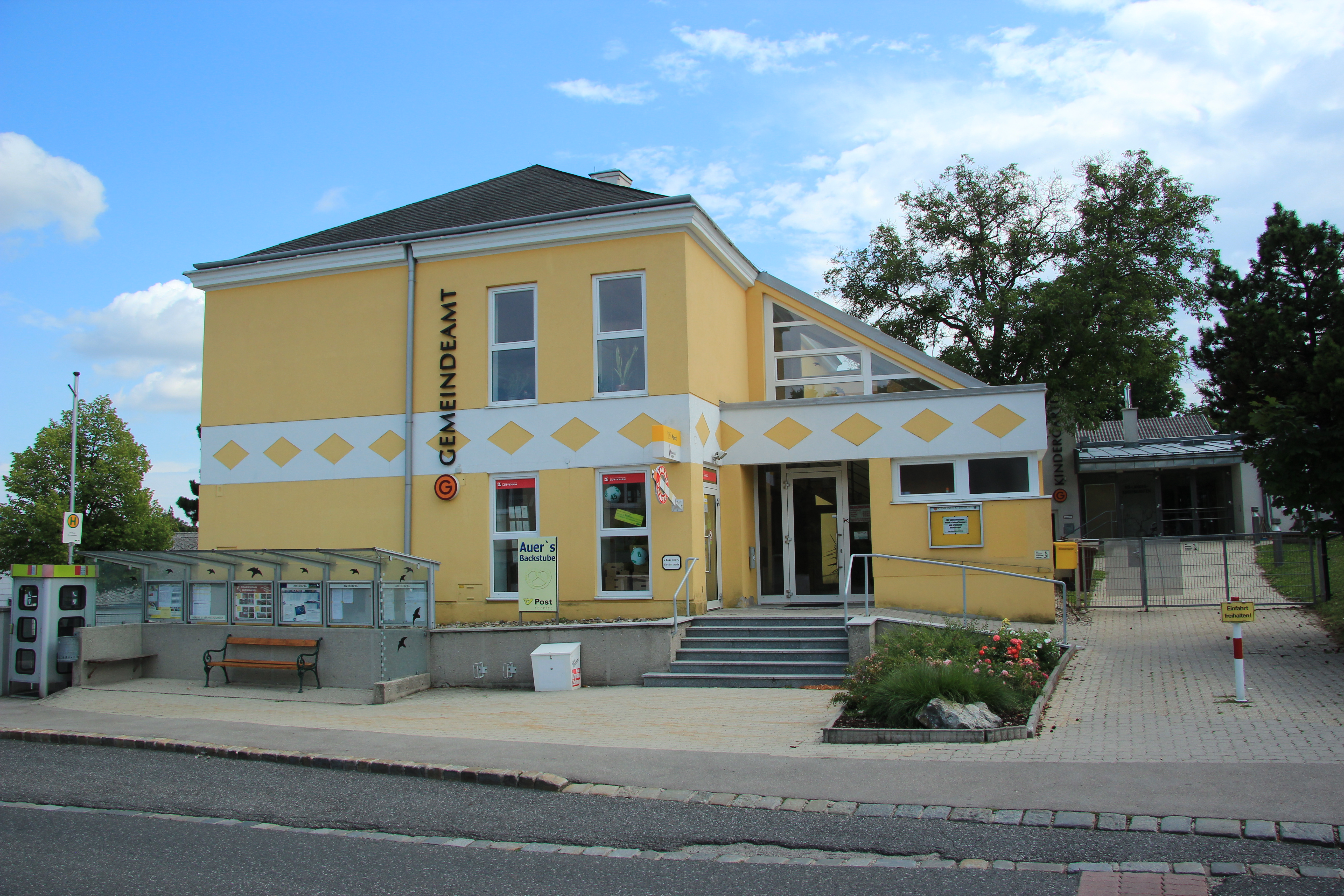
Gemeindeamt

### Gemeinderat
Im Gemeinderat hat 21 Sitze, bis 2010 19 Sitze.
- Mit den Gemeinderatswahlen in Niederösterreich 1990 hatte der Gemeinderat folgende Verteilung: 13 ÖVP, 5 SPÖ und 1 FPÖ.
- Mit den Gemeinderatswahlen in Niederösterreich 1995 hatte der Gemeinderat folgende Verteilung: 12 ÖVP, 4 SPÖ, 2 Bürgerliste Gießhübl und 1 FPÖ.[8]
- Mit den Gemeinderatswahlen in Niederösterreich 2000 hatte der Gemeinderat folgende Verteilung: 12 ÖVP, 4 SPÖ, 2 GRÜNE und 1 FPÖ.[9]
- Mit den Gemeinderatswahlen in Niederösterreich 2005 hatte der Gemeinderat folgende Verteilung: 8 SPÖ, 6 ÖVP, 3 GRÜNE und 2 FPÖ.[10]
- Mit den Gemeinderatswahlen in Niederösterreich 2010 hatte der Gemeinderat folgende Verteilung: 8 ÖVP, 6 SPÖ, 3 Bürgerliste Lebenswertes Gießhübl (BLG) und 2 GRÜNE.[11]
- Mit den Gemeinderatswahlen in Niederösterreich 2015 hatte der Gemeinderat folgende Verteilung: 8 ÖVP, 5 Bürgerliste Lebenswertes Gießhübl (BLG), 5 SPÖ und 3 GRÜNE.[12]
- Mit den Gemeinderatswahlen in Niederösterreich 2020 hatte der Gemeinderat folgende Verteilung: 9 ÖVP, 5 GRÜNE, 4 Bürgerliste Lebenswertes Gießhübl (BLG) und 3 SPÖ [13]
- Mit den Gemeinderatswahlen in Niederösterreich 2025 hat der Gemeinderat folgende Verteilung: 12 ÖVP, 4 GRÜNE, 3 SPÖ und 2 NEOS [14]

### Bürgermeister
- 1997–2005 Christa Friedl (ÖVP)
- 2005–2010 Eugen Krammer (SPÖ)[15]
- 2010–2019 Michaela Vogl (ÖVP)
- 2019–2022 Helmut Kargl (ÖVP)
- seit 2022 Johannes Seiringer (ÖVP)

### Wappen
Blasonierung: „In einem gespaltenen Schild über einem im Schildfuß aufragenden schwarzen Dreiberg, vorne in Blau ein silbernes Kreuz, hinten in Gold eine grüne Fichte mit ebensolchem Stamm“. Es wurde der Gemeinde im Jahr 1977 verliehen.

## Historische Landkarten

Das Gebiet von Gießhübl in den Landesaufnahmen in der Zeit von ca. 1789 bis 1910
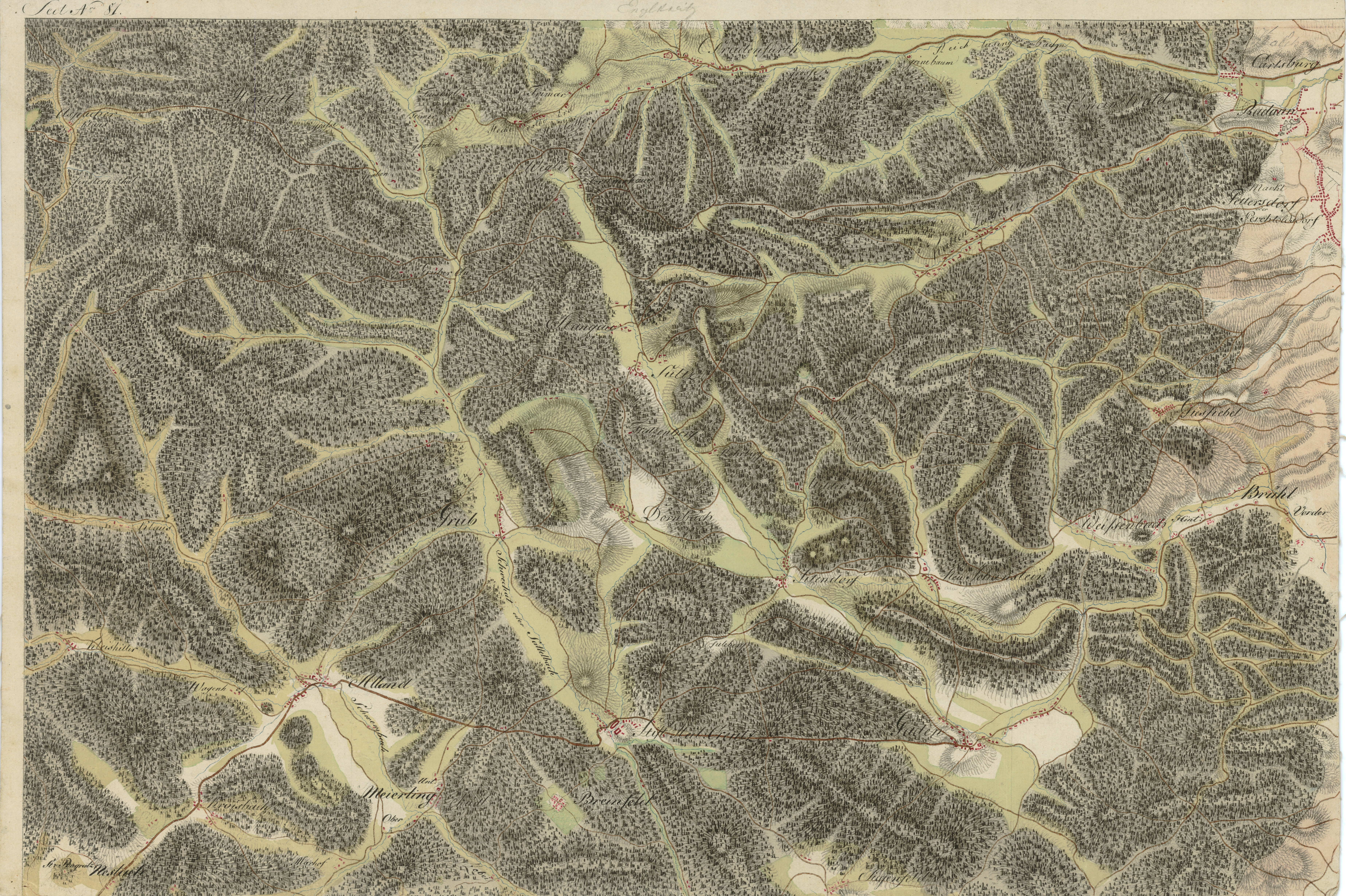
Gießhübl (rechts, Mitte) und seine Umgebung um 1780, Josephinische Landesaufnahme
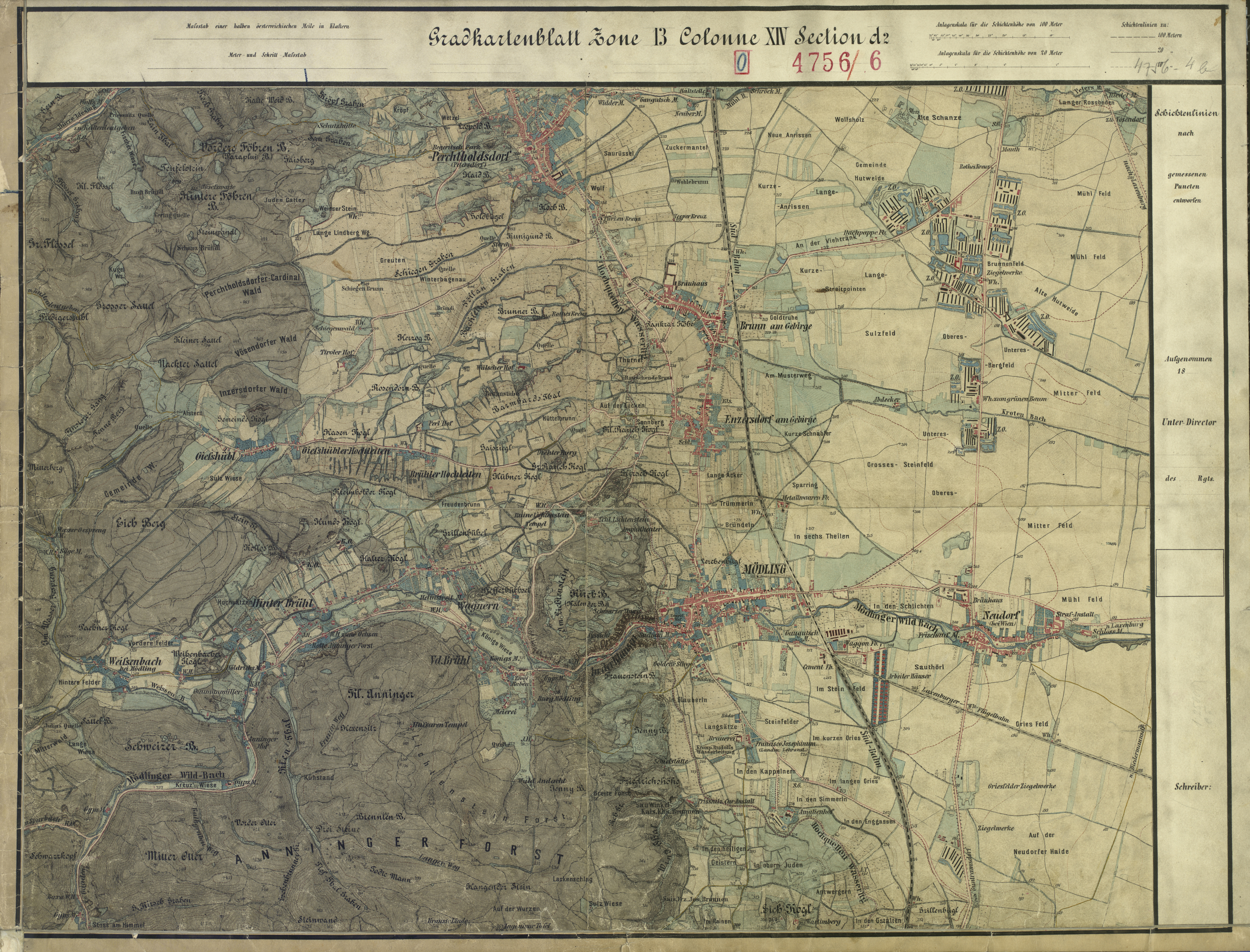
Gießhübl (links, Mitte) und seine Umgebung um 1872 (Aufnahmeblatt der Landesaufnahme)